# Jaquet
El jaquet o caixó, és un joc d'atzar i estratègia tradicional menorquí que es juga entre dos jugadors sobre un tauler amb vint-i-quatre caselles normalment de forma triangular i allargada, molt semblant a les caselles del backgammon. L'objectiu del joc és fer avançar les fitxes pròpies pel tauler intentant evitar que el contrari pugui fer avançar les seves. El joc comença situant les peces en les primeres caselles i avançant mitjançant el llançament de tres daus.
El seu origen sembla remuntar-se al joc Tric trac i encara es pot jugar a casinos de Menorca.